# Berta av Aragonien
Berta av Aragonien, född 1075, död efter 1111, var drottning av Aragonien och Navarra mellan 1097 och 1104; gift 1097 med kung Peter I av Aragonien och Navarra. 

## Biografi
Bertas föräldrar är okända, men eftersom namnet Berta var italienskt tros hon ha härstammat från Italien; Peter I av Savojen föreslås ibland vara hennes far. 
Paret fick inga barn och makens tron ärvdes därför av hans bror, Alfons. Alfons gav Berta ett underhåll men inga förläningar.